# Paul Craig Roberts
Pour les articles homonymes, voir Roberts.
 (janvier 2015).
Si vous disposez d'ouvrages ou d'articles de référence ou si vous connaissez des sites web de qualité traitant du thème abordé ici, merci de compléter l'article en donnant les références utiles à sa vérifiabilité et en les liant à la section « Notes et références ».
Paul Craig Roberts est un économiste et journaliste américain, né le 3 avril 1939 à Atlanta (Géorgie).

## Biographie
Titulaire d'un doctorat obtenu à l'université de Virginie, il est diplômé de l'Institut de technologie de Géorgie, de l'université de Californie (Berkeley) et de l'université d'Oxford, où il a été membre du Merton College.
De 1975 à 1978, Roberts est employé au Congrès. C'est durant cette période qu'il rédige la loi Kemp-Roth, une loi de réduction fiscale.
Au début des années 1980, il est sous-secrétaire du Trésor dans l'administration Reagan, et se fait connaître comme l'un des pères fondateurs de la Reaganomics, notamment par sa contribution à la réforme du « Tax Act » de 1981. 
Le ministre français de l'Économie et des Finances, Édouard Balladur, reconnaissant ses compétences, lui décerne la Légion d'honneur en mars 1987 pour son « renouvellement de la science économique et politique après un demi-siècle d'interventionnisme ». Sa participation à la campagne de lutte contre la drogue aux États-Unis est par ailleurs remarquée.
Roberts est membre du Cato Institute et de l'Hoover Institution. Dans les années 1980-1990, il enseigne l'économie politique au Center for Strategic and International Studies.
Il a été rédacteur et chroniqueur de divers journaux, notamment The Wall Street Journal et BusinessWeek, et il est l'auteur de huit ouvrages, portant notamment sur le marxisme ou le libéralisme.
Il s'est opposé résolument à la politique menée par le Président George W. Bush.
En politique extérieure, ses convictions sont à l'opposé de celles des néoconservateurs. Il s'est montré favorable à l'ouverture d'une enquête indépendante sur les attentats du 11 septembre 2001, a marqué son opposition à la guerre en Irak et a appelé les élus du Congrès à voter la mise en accusation de George W. Bush. Il est également très critique envers la politique américaine vis-à-vis de l'Iran. 
Il a collaboré ponctuellement à des publications paléoconservatrices telles que The American Conservative, Chronicles Magazine, ainsi qu'à VDARE. Il collabore régulièrement à la revue d'investigation progressiste CounterPunch.
En 2015, il affirme que le gouvernement américain est responsable de l'attentat contre Charlie Hebdo, opéré pour punir la France de son indépendance vis-à-vis des États-Unis.
En 2018, il dénonce la politique identitaire et sa stigmatisation de l'homme blanc comme tendant au génocide des Blancs. En juin 2018, il apporte publiquement son soutien au négationniste David Irving  qu'il qualifie de « meilleur historien de notre temps », injustement « calomnié et diabolisé » par « les historiens de cour et les sionistes ».

## Ouvrages
- An Administrative Analysis of Oskar Lange's Theory of Socialist Planning (1967)
- Alienation and the Soviet Economy (1971, 1990)
- Marx's Theory of Exchange, Alienation, and Crisis (1973, 1983)
- The Supply Side Revolution: An Insider's Account of Policymaking in Washington (1984)
- Meltdown: Inside the Soviet Economy (1990)
- The Capitalist Revolution in Latin America (1997)
- The New Color Line: How Quotas and Privilege Destroy Democracy (1995)
- The Tyranny of Good Intentions: How Prosecutors and Bureaucrats Are Trampling the Constitution in the Name of Justice (en collaboration avec Lawrence M. Stratton) (2000)
- How the Economy Was Lost: The War of the Worlds (2010)  (ISBN 978-1-84935-007-5)
- Wirtschaft Am Abgrund (2012)  (ISBN 978-3-938706-38-1)
- Chile: Dos Visiones, La era Allende-Pinochet (2000)  (ISBN 956-284-134-0)
- The Failure of Laissez Faire Capitalism and Economic Dissolution of the West (2012)  (ISBN 0986036250)
- How America was Lost. From 9/11 to the Police/Warfare State (2014)  (ISBN 9780986036293)